# Розенберг Олександр Мінейович
Олександр Мінейович Розенберг (14 березня 1902, Іркутськ — 16 квітня 1989, Київ) — український радянський науковець-матеріалознавець, металознавець. Доктор технічних наук, професор. Засновник томської школи різання металів. Заслужений діяч науки УРСР.

## Біографія
Народився 14 березня 1902 року в місті Іркутську в родині інженера. Після закінчення гімназії в 1920 році поступив на механічний факультет Сибірського технологічного інституту, який закінчив у 1926 році, отримавши звання інженера-механіка і був залишений аспірантом на кафедрі механічної технології, якою тоді керував професор Т. І. Тихонов.
За роки аспірантури Олександр Мінейович виконав три науково-дослідницькі роботи:
- «Експериментальне дослідження процесу утворення стружки»;
- «Теорія роботи циліндричної фрези»;
- «Робота циліндричної фрези».

З 10 жовтня 1930 по 1 лютого 1931 року був у науковому відрядженні в Німеччині. Там він працював в лабораторії верстатів і різання металів Берлінської вищої технічної школи під керівництвом професора Шлезінгера. Після повернення з Німеччини в 1931 році комісією втузів затверджений доцентом, потім призначений завідувачем кафедрою механоскладального виробництва і завідувачем організованою ним лабораторією різання металів.
У березні 1938 року на засіданні Вченої ради Московського механіко-машинобудівного інституту імені М. Е. Баумана Розенбергу була присвоєна вчена ступінь кандидата технічних наук без захисту дисертації через наявність наукових робіт, що перевищували вимоги, пропоновані до кандидатської дисертації.
У жовтні 1940 року захистив дисертацію на здобуття наукового ступеня доктора технічних наук в Раді Київського індустріального інституту і в грудні 1940 року ВАКом був затверджений у вченому ступені доктора.
В 1940–1942 роках був деканом механічного факультету Томського індустріального інституту. Професор з 1941 року. В 1948–1951 роках за сумісництвом працював старшим науковим співробітником Західно-Сибірської філії АН СРСР (Новосибірськ).
У 1963 році за конкурсом був обраний завідувачем лабораторії Інституту надміцних матеріалів АН УРСР (Київ), куди і перейшов на роботу. Працював завідувачем лабораторією, потім завідувачем відділом обоработки різанням і деформацією до 1979 року, коли у зв'язку з відходом на пенсію був переведений на посаду наукового співробітника-консультанта відділу.

Могила Олександра Розенберга

Виховав трьох синів, один з яких, Олег Розенберг (1937—2011) — науковець-матеріалознавець, інженер-конструктор, доктор технічних наук, продовжив справу батька.
Помер на 88-му році життя 16 квітня 1989 року. Похований в Києві на Байковому кладовищі разом із сином Олегом (ділянка № 33, 50°25′6.96″ пн. ш. 30°30′6.33″ сх. д. / 50.4186000° пн. ш. 30.5017583° сх. д.).

## Відзнаки
Нагороджений трьома орденами Трудового Червоного Прапора, орденом «Знак Пошани», п'ятма медалями, зокрема «За трудову відзнаку», «За доблесну працю у Великій Вітчизняній війні 1941—1945 рр.», почесною грамотою Верховної Ради УРСР, численними грамотами партійних, радянських і профспілкових організацій.
Мав премії і подяки Всесоюзного комітету у справах вищої школи, премії і подяки від керівництва Томського політехнічного інституту, неодноразово заносився на дошки пошани ТПІ та Томська.
Заслужений діяч науки УРСР (з 1967 року).

## Пам'ять
У 2002 році на МСФ ТПУ заснована підвищена академічна стипендія імені О. М. Розенберга.

## Публікації
- Розенберг А. М., Еремин А. Н. Элементы теории процесса резания металлов, МАШГИЗ, 1956 djvu